# 해상기중기
해상 기중기(海上起重機, crane vessel)는 바다에서 침몰한 선박을 인양하는 데에 사용하는 기중기이다. 대한민국의 해상기중기는 최고 속도가 4노트인 대우조선해양 3600t급이 있다.

## 사례

### 대한민국
- 2010년 4월 15일에 천안함의 함미[2]와 함수[3]를 인양했다.